# Max Mayrhofer
Max Mayrhofer (* 20. Dezember 1825 in Gallneukirchen, Kaisertum Österreich; † 28. März 1895 in Linz, Österreich-Ungarn) war ein österreichischer Fabrikant. Er war der Sohn des Lederfabrikanten Joseph Mayrhofer und der Schwiegersohn des Schiffmeisters Ignaz Mayer.

## Leben
Max Mayrhofer wurde am 20. Dezember 1825 als Sohn des Lederfabrikanten Joseph Mayrhofer (1783–18??), der unter der Ausnützung der Kriegskonjunktur zu Zeiten Napoleons ein erfolgreiches Familienunternehmen aufbaute, in dem zum damaligen Kaisertum Österreich gehörenden Markt Gallneukirchen geboren. Als sogenannter Nobelhandwerksbursche lernte er die Länder Österreich-Ungarn, Deutschland, die Schweiz und Norditalien kennen und bekam von seinem Vater eine Gerbstoffmühle im Haselgraben, unweit von Linz, die auf einem 1841 erworbenen Grundstück erbaut wurde. Ab 1853 erweiterte er, mittlerweile Schwiegersohn des Schiffmeisters Ignaz Mayer, die Lohmühle zu einer Sohlledergerberei. Später kam auch noch die Erzeugung von geschmierten Oberledersorten hinzu. Im Jahre 1863 wurden insgesamt 15.000 Häute im Wert von 52.000 Gulden verarbeitet. Bis zum Jahre 1867 war die Produktion bereits auf 18.500 Stück im Wert von 64.200 Gulden gestiegen. Aufgrund dieser guten finanziellen Lage ließ Mayrhofer im Jahre 1869 seinen Wohnsitz und die gleichzeitige Lederniederlage an der Unteren Donaulände vergrößern, wodurch neue Arbeitsplätze geschaffen wurden. Für die hinzukommenden Arbeiter ließ er zudem Arbeiterwohnungen errichten. Anfang der 1880er Jahre bestand das Fabrikensemble bereits aus einer Lohstampfe, einer Weißgerberwalke, einer Lederwalke sowie einer Knoppernmühle, die allesamt einen oberschlächtigen Wasserzufluss hatten. Der seit 1848 in der Nachbarschaft wohnende Schriftsteller, Lyriker, Maler und Pädagoge Adalbert Stifter galt als enger Freund der Familie Mayrhofer. Nachdem er im Jahre 1891 in den Ruhestand ging, verstarb Max Mayrhofer am 28. März 1895 69-jährig in Linz. Sein wohlfundiertes Unternehmen übergab er noch vor seinem Tod an seine Söhne Josef und Moritz Mayrhofer, die das Unternehmen, das noch bis 1970 existierte, weiter ausbauten und zudem maschinell ausstatteten. Der Trockenstadl der Lederfabrik auf der Leonfeldner Straße 328 in der Katastralgemeinde Katzbach des Linzer Stadtteils St. Magdalena ist heute denkmalgeschützt.